# هنتر فوغل
هنتر فوغل هو سياسي كندي، ولد في 4 أغسطس 1903 في فانكوفر في كندا، وتوفي في 25 أبريل 1990 في لانغلي في كندا بسبب فشل تنفسي. حزبياً، نشط في British Columbia Social Credit Party ‏. وقد انتخب عضو الجمعية التشريعية لكولومبيا البريطانية ‏.